# Jeziórko (jezioro)
Jeziórko (także: Jeziorko) – jezioro na Równinie Wrzesińskiej, w gminie Pobiedziska, na terenie Parku Krajobrazowego Promno, pomiędzy Nową Górką, a Kociałkową Górką.
Akwen o powierzchni jednego hektara jest całkowicie okolony lasem, z wyjątkiem niewielkiego fragmentu przy wypływie Kanału Szkutelniak. W bezpośrednim otoczeniu tereny podmokłe. Istnieje tu kilka pomostów wędkarskich.